# Persone di nome Adam
| Questa pagina contiene informazioni ricavate automaticamente dalle voci biografiche con l'ausilio del template Bio e di un bot. L'aggiornamento è periodico e automatico e ricostruisce completamente la pagina. Se manca una persona in questa lista, sei pregato di non aggiungerla, ma accertati piuttosto che la sua voce biografica contenga il template Bio e che i dati anagrafici siano correttamente compilati. Se il template Bio manca, inseriscilo tu stesso o, in alternativa, metti l'avviso {{tmp\|Bio}} che ne segnala la mancanza. Se i dati riportati sono sbagliati, correggi direttamente la voce biografica; le modifiche saranno visibili in questa lista entro pochi giorni. Per chiarimenti vedi il progetto antroponimi. La lista contiene solo le 555 persone che sono citate nell'enciclopedia e per le quali è stato implementato correttamente il template Bio. Pagina aggiornata al 6 ago 2025. |

Questa è una lista di persone presenti nell'enciclopedia che hanno il nome Adam, suddivise per attività principale.

## Allenatori di calcio(6)
- Adam Lallana, allenatore di calcio e ex calciatore inglese (St Albans, n. 1988)
- Adam Lockwood, allenatore di calcio e ex calciatore inglese (Wakefield, n. 1981)
- Adam Majewski, allenatore di calcio e ex calciatore polacco (Płock, n. 1973)
- Adam Murray, allenatore di calcio e ex calciatore inglese (Birmingham, n. 1981)
- Adam Nawałka, allenatore di calcio e ex calciatore polacco (Cracovia, n. 1957)
- Adam Sušac, allenatore di calcio e ex calciatore croato (Varaždin, n. 1989)

## Allenatori di football americano(3)
- Adam Dorrel, allenatore di football americano statunitense (Maryville, n. 1974)
- Adam Gase, allenatore di football americano statunitense (Ypsilanti, n. 1978)
- Adam Walsh, allenatore di football americano statunitense (Churchville, n. 1901 - Westwood, † 1985)

## Allenatori di hockey su ghiaccio(2)
- Adam Dennis, allenatore di hockey su ghiaccio e ex hockeista su ghiaccio canadese (Toronto, n. 1985)
- Adam Russo, allenatore di hockey su ghiaccio e hockeista su ghiaccio canadese (Montréal, n. 1983)

## Alpinisti(1)
- Adam Bielecki, alpinista e scrittore polacco (Tichy, n. 1983)

## Ammiragli(2)
- Adam Duncan, ammiraglio britannico (Dundee, n. 1731 - Cornhill-on-Tweed, † 1804)
- Adam Johann von Krusenstern, ammiraglio e esploratore estone (Hagudi, n. 1770 - Kiltsi, † 1846)

## Anatomisti(1)
- Adam Christian Thebesius, anatomista tedesco (n. 1686 - † 1732)

## Antropologi(1)
- Adam Kuper, antropologo britannico (Johannesburg, n. 1941)

## Archeologi(1)
- Adam Czarnocki, archeologo e slavista polacco (Podhajnej, n. 1784 - Pietrowskoje, † 1825)

## Architetti(1)
- Adam Menelaws, architetto e pittore scozzese (Edimburgo - San Pietroburgo, † 1831)

## Arcivescovi cattolici(4)
- Adam Ignacy Komorowski, arcivescovo cattolico polacco (Czyżowice, n. 1699 - Skierniewice, † 1759)
- Adam Joseph Maida, arcivescovo cattolico e cardinale statunitense (East Vandergrift, n. 1930)
- Adam Patačić, arcivescovo cattolico e nobile croato (Zajezda, n. 1716 - Kalocsa, † 1784)
- Adam Szal, arcivescovo cattolico polacco (Wysoka, n. 1953)

## Arrampicatori(1)
- Adam Ondra, arrampicatore ceco (Brno, n. 1993)

## Artisti marziali(1)
- Adam Namouchi, artista marziale tunisino (Cento, n. 1999)

## Assiriologi(1)
- Adam Falkenstein, assiriologo tedesco (Planegg, n. 1906 - Heidelberg, † 1966)

## Astisti(1)
- Adam Hague, astista britannico (Sheffield, n. 1997)

## Astronomi(3)
- Adam Bittner, astronomo, matematico e filosofo ceco (Suchý Důl, n. 1777 - Litoměřice, † 1844)
- Adam Block, astronomo statunitense (Warwick, n. 1973)
- Adam Massinger, astronomo tedesco (Feudenheim, n. 1888 - Ypres, † 1914)

## Attori pornografici(3)
- Ryan Driller, attore pornografico statunitense (Littleton, n. 1982)
- Adam Killian, attore pornografico, regista e ballerino statunitense (West Hollywood, n. 1975)
- Adam Rom, attore pornografico russo (n. 1970)

## Avvocati(2)
- Adam Silver, avvocato e dirigente sportivo statunitense (New York, n. 1962)
- Adam von Trott zu Solz, avvocato e diplomatico tedesco (Potsdam, n. 1909 - Berlino, † 1944)

## Bassisti(2)
- Adam Clayton, bassista e compositore britannico (Chinnor, n. 1960)
- Adam Duce, bassista statunitense (Oakland, n. 1972)

## Batteristi(2)
- Adam Carson, batterista statunitense (Ukiah, n. 1975)
- Atom Willard, batterista statunitense (San Diego, n. 1973)

## Biatleti(1)
- Adam Runnalls, biatleta canadese (Calgary, n. 1998)

## Bobbisti(1)
- Adam Edelman, bobbista e ex skeletonista statunitense (Boston, n. 1991)

## Botanici(1)
- Adam Afzelius, botanico e zoologo svedese (Larv, n. 1750 - Uppsala, † 1837)

## Canoisti(3)
- Adam Botek, canoista slovacco (Komárno, n. 1997)
- Adam Burgess, canoista britannico (Stoke-on-Trent, n. 1992)
- Adam Seroczyński, canoista polacco (Olsztyn, n. 1974)

## Canottieri(3)
- Adam Korol, canottiere e politico polacco (Danzica, n. 1980)
- Adam Kreek, canottiere canadese (London, n. 1980)
- Adam Tomasiak, ex canottiere polacco (Biesal, n. 1953)

## Cantanti(10)
- Adam Bomb, cantante e chitarrista statunitense (Seattle, n. 1963)
- Adam Brand, cantante australiano (Perth, n. 1970)
- Adam Cheng, cantante e attore cinese (Hong Kong, n. 1947)
- Adam Cohen, cantante, musicista e polistrumentista canadese (Montreal, n. 1972)
- Adam Douglas, cantante statunitense (Oklahoma, n. 1981)
- Adam Duritz, cantante, musicista e produttore discografico statunitense (Baltimora, n. 1964)
- Adam Gregory, cantante e cantautore canadese (Edmonton, n. 1985)
- Adam Lopez, cantante pop australiano (Brisbane, n. 1975)
- Adam Young, cantante e musicista statunitense (Ottumwa, n. 1986)
- Tay Zonday, cantante, musicista e youtuber statunitense (Minneapolis, n. 1982)

## Cantautori(7)
- Nergal, cantautore, polistrumentista e compositore polacco (Gdynia, n. 1977)
- Adam Gontier, cantautore e chitarrista canadese (Peterborough, n. 1978)
- Adam Granduciel, cantautore, chitarrista e produttore discografico statunitense (Dover, n. 1979)
- Adam Green, cantautore statunitense (Mount Kisco, n. 1981)
- Adam Lambert, cantautore e attore statunitense (Indianapolis, n. 1982)
- Adam Levine, cantautore, produttore discografico e personaggio televisivo statunitense (Los Angeles, n. 1979)
- Adonxs, cantautore, ballerino e attivista slovacco (Myjava, n. 1995)

## Cardinali(3)
- Adam Easton, cardinale inglese (Easton - Roma, † 1398)
- Adam Kozłowiecki, cardinale, arcivescovo cattolico e missionario polacco (Huta Komorowska, n. 1911 - Lusaka, † 2007)
- Adam Stefan Sapieha, cardinale e arcivescovo cattolico polacco (Krasiczyn, n. 1867 - Cracovia, † 1951)

## Cestisti(30)
- Adam Ariel, cestista israeliano (Gerusalemme, n. 1994)
- Adam Chubb, ex cestista statunitense (Harrisburg, n. 1981)
- Adam Fiedler, ex cestista e allenatore di pallacanestro polacco (Ruda Śląska, n. 1965)
- Adam Flagler, cestista statunitense (Duluth, n. 1999)
- Adam Gardzina, ex cestista polacco (n. 1949)
- Adam Gibson, ex cestista australiano (Launceston, n. 1986)
- Adam Haluska, ex cestista statunitense (Carroll, n. 1983)
- Adam Harrington, ex cestista e allenatore di pallacanestro statunitense (Bernardston, n. 1980)
- Adam Hess, ex cestista statunitense (Warren, n. 1981)
- Adam Hrycaniuk, cestista polacco (Myślibórz, n. 1984)
- Adam Keefe, ex cestista statunitense (Irvine, n. 1970)
- Adam Kejval, cestista ceco (n. 2002)
- Adam Kemp, cestista statunitense (Sherrill, n. 1990)
- Adam Koch, ex cestista statunitense (Ashwaubenon, n. 1988)
- Adam Łapeta, cestista polacco (Jastarnia, n. 1987)
- Adam Miller, cestista statunitense (Peoria, n. 2002)
- Adam Mokoka, cestista francese (Parigi, n. 1998)
- Adam Morrison, ex cestista e allenatore di pallacanestro statunitense (Glendive, n. 1984)
- Adam Moussa, cestista egiziano (Il Cairo, n. 2002)
- Adam Niemiec, ex cestista polacco (Milanówek, n. 1947)
- Adam Parada, ex cestista messicano (Alta Toma, n. 1981)
- Adam Pecháček, cestista ceco (Praga, n. 1995)
- Adam Ramstedt, cestista svedese (Södertälje, n. 1995)
- Adam Seiko, cestista statunitense (Boston, n. 1998)
- Adam Smith, cestista statunitense (Jonesboro, n. 1992)
- Adam Sollazzo, ex cestista statunitense (Tampa, n. 1990)
- Adam Waczyński, cestista polacco (Toruń, n. 1989)
- Adam Waleskowski, ex cestista statunitense (Cape Girardeau, n. 1982)
- Adam Wójcik, cestista polacco (Oława, n. 1970 - Breslavia, † 2017)
- Adam Woodbury, ex cestista statunitense (Sioux City, n. 1994)

## Chitarristi(5)
- Adam Dutkiewicz, chitarrista e produttore discografico statunitense (n. 1977)
- Adam Jones, chitarrista statunitense (Chicago, n. 1965)
- Adam Levy, chitarrista statunitense (Encino, n. 1966)
- Adam Siegel, chitarrista e produttore discografico statunitense (Los Angeles, n. 1969)
- Adam Solomon, chitarrista e cantante keniota (Mombasa, n. 1963)

## Ciclisti su strada(7)
- Adam Blythe, ex ciclista su strada e pistard britannico (Sheffield, n. 1989)
- Adam Foltán, ciclista su strada e ciclocrossista slovacco (Žiar nad Hronom, n. 2000)
- Adam Hansen, ciclista su strada australiano (Southport, n. 1981)
- Adam Holm Jørgensen, ciclista su strada danese (Frederiksberg, n. 2002)
- Adam de Vos, ex ciclista su strada canadese (Victoria, n. 1993)
- Adam Yates, ciclista su strada britannico (Bury, n. 1992)
- Adam Ťoupalík, ciclista su strada e ciclocrossista ceco (Tábor, n. 1996)

## Combinatisti nordici(2)
- Adam Cieślar, combinatista nordico polacco (n. 1992)
- Adam Loomis, ex combinatista nordico statunitense (Eau Claire, n. 1992)

## Compositori(7)
- Adam de la Halle, compositore, scrittore e poeta francese (Arras - Napoli, † 1288)
- Adam Wągrowicensis, compositore e organista polacco (Margonin - Wągrowiec, † 1629)
- Adam Falckenhagen, compositore tedesco (Grossdalzig bei Delizsch, n. 1697 - Bayreuth, † 1754)
- Adam Guettel, compositore e paroliere statunitense (New York, n. 1964)
- Adam Gumpelzhaimer, compositore e teorico della musica tedesco (Trostberg, n. 1559 - Augusta, † 1625)
- Adam Schlesinger, compositore, bassista e produttore discografico statunitense (New York, n. 1967 - Poughkeepsie, † 2020)
- Adam Wiltzie, compositore e tecnico del suono statunitense (New York, n. 1969)

## Conduttori televisivi(2)
- Adam Pearson, conduttore televisivo, attivista e attore britannico (Londra, n. 1985)
- Adam Savage, conduttore televisivo statunitense (New York, n. 1967)

## Contrabbassisti(1)
- Adam Ben Ezra, contrabbassista e polistrumentista israeliano (Tel Aviv, n. 1982)

## Criminali(1)
- Adam Worth, criminale tedesco (Germania, n. 1844 - Londra, † 1902)

## Danzatori(2)
- Adam Cooper, ballerino, attore e coreografo britannico (Londra, n. 1971)
- Adam Gary Sevani, ballerino e attore statunitense (Los Angeles, n. 1992)

## Diplomatici(3)
- Adam Gottlob Moltke, diplomatico danese (Walkendorf, n. 1710 - † 1792)
- Adam Reviczky von Revisnye, diplomatico, politico e nobile austriaco (Ungheria, n. 1786 - Heiligenkreuz, † 1862)
- Adam Tarnowski von Tarnów, diplomatico e nobile austriaco (Cracovia, n. 1866 - Losanna, † 1946)

## Direttori della fotografia(3)
- Adam Arkapaw, direttore della fotografia australiano (Bowral)
- Adam Greenberg, direttore della fotografia israeliano (Cracovia, n. 1939)
- Adam Holender, direttore della fotografia e regista polacco (Cracovia, n. 1937)

## Dirigenti sportivi(2)
- Adam Braz, dirigente sportivo e ex calciatore canadese (Montréal, n. 1981)
- Adam Małysz, dirigente sportivo e ex saltatore con gli sci polacco (Wisła, n. 1977)

## Disc jockey(5)
- Adam Beyer, disc jockey e produttore discografico svedese (Stoccolma, n. 1976)
- Duke Dumont, disc jockey e produttore discografico britannico (Londra, n. 1982)
- Adam Goldstein, disc jockey statunitense (Filadelfia, n. 1973 - New York, † 2009)
- Calvin Harris, disc jockey, cantante e produttore discografico britannico (Dumfries, n. 1984)
- Adam Port, disc jockey e produttore discografico tedesco (Berlino, n. 1979)

## Discoboli(1)
- Adam Setliff, ex discobolo statunitense (El Dorado, n. 1969)

## Doppiatori(1)
- Adam Harrington, doppiatore statunitense (San Francisco, n. 1970)

## Ebanisti(1)
- Adam Weisweiler, ebanista francese (Neuwied, n. 1746 - Parigi, † 1820)

## Editori(1)
- Adam Osborne, editore e informatico inglese (Bangkok, n. 1939 - Kodaikanal, † 2003)

## Filosofi(5)
- Adam Karl August von Eschenmayer, filosofo tedesco (Neuenbürg, n. 1768 - Kirchheim unter Teck, † 1852)
- Adam Haslmayr, filosofo austriaco (Bolzano, n. 1562 - Augusta, † 1630)
- Adam Mahrburg, filosofo polacco (n. 1855 - Varsavia, † 1913)
- Adam Schaff, filosofo polacco (Leopoli, n. 1913 - Varsavia, † 2006)
- Adam Smith, filosofo e economista scozzese (Kirkcaldy, n. 1723 - Edimburgo, † 1790)

## Fisici(1)
- Adam Riess, fisico statunitense (Washington, n. 1969)

## Fotografi(1)
- Adam Krzeptowski, fotografo, regista e attore cinematografico polacco (Zakopane, n. 1898 - Katowice, † 1961)

## Fumettisti(2)
- Adam Hughes, fumettista statunitense (Riverside Township, n. 1967)
- Adam Kubert, fumettista statunitense (Boonton, n. 1959)

## Generali(4)
- Adam Philippe de Custine, generale francese (Metz, n. 1740 - Parigi, † 1793)
- Adam Delimkhanov, generale e politico russo (Benoj, n. 1969)
- Adam Ludwig Lewenhaupt, generale svedese (Copenaghen, n. 1659 - Mosca, † 1719)
- Adam Albert von Neipperg, generale, politico e diplomatico austriaco (Vienna, n. 1775 - Parma, † 1829)

## Geografi(1)
- Siegmund Günther, geografo e matematico tedesco (Norimberga, n. 1848 - Monaco di Baviera, † 1923)

## Geologi(1)
- Adam Sedgwick, geologo inglese (Dent, n. 1785 - Cambridge, † 1873)

## Gesuiti(1)
- Adam Tanner, gesuita austriaco (Innsbruck, n. 1572 - Unken, † 1632)

## Ginecologi(1)
- Adam Elias von Siebold, ginecologo tedesco (Würzburg, n. 1775 - Berlino, † 1828)

## Ginnasti(1)
- Adam Tobin, ginnasta britannico (Barnstaple, n. 2001)

## Giocatori di badminton(1)
- Adam Hall, giocatore di badminton britannico (Irvine, n. 1996)

## Giocatori di baseball(7)
- Adam Dunn, ex giocatore di baseball statunitense (Houston, n. 1979)
- Adam Duvall, giocatore di baseball statunitense (Louisville, n. 1988)
- Adam Eaton, giocatore di baseball statunitense (Springfield, n. 1988)
- Adam Jones, giocatore di baseball statunitense (San Diego, n. 1985)
- Adam Ottavino, giocatore di baseball statunitense (New York, n. 1985)
- Adam Wainwright, giocatore di baseball statunitense (Brunswick, n. 1981)
- Adam Wilk, giocatore di baseball statunitense (Anaheim, n. 1987)

## Giocatori di calcio a 5(1)
- Adam Confoy, ex giocatore di calcio a 5 australiano (Sydney, n. 1971)

## Giocatori di curling(1)
- Adam Enright, giocatore di curling canadese (Rosalind, n. 1983)

## Giocatori di football americano(18)
- Adam Schreiber, ex giocatore di football americano statunitense (Galveston, n. 1962)
- Adam Archuleta, ex giocatore di football americano statunitense (Rock Springs, n. 1977)
- Adam Austin, ex giocatore di football americano e allenatore di football americano statunitense (Mundelein)
- Adam Butler, giocatore di football americano statunitense (Duncanville, n. 1994)
- Adam Cofield, giocatore di football americano statunitense (Lee's Summit)
- A.J. Duhe, ex giocatore di football americano statunitense (New Orleans, n. 1955)
- Adam Gettis, giocatore di football americano statunitense (Frankfort, n. 1988)
- Adam Gotsis, giocatore di football americano australiano (Melbourne, n. 1992)
- Adam Henry, ex giocatore di football americano e allenatore di football americano statunitense (Beaumont, n. 1972)
- Pacman Jones, ex giocatore di football americano e wrestler statunitense (Atlanta, n. 1983)
- Adam Shaheen, giocatore di football americano statunitense (Galena, n. 1993)
- Adam Thielen, giocatore di football americano statunitense (Detroit Lakes, n. 1990)
- Adam Timmerman, ex giocatore di football americano statunitense (Cherokee, n. 1971)
- Adam Trautman, giocatore di football americano statunitense (Traverse City, n. 1997)
- Adam Vinatieri, ex giocatore di football americano statunitense (Yankton, n. 1972)
- Adam Walker, ex giocatore di football americano statunitense (Pittsburgh, n. 1968)
- Adam Westin, giocatore di football americano svedese
- Adam Žouželka, giocatore di football americano ceco (Přerov, n. 2001)

## Giocatori di snooker(1)
- Adam Stefanow, giocatore di snooker polacco (Nowa Sól, n. 1994)

## Giornalisti(1)
- Adam Langer, giornalista e scrittore statunitense (Chicago, n. 1967)

## Hockeisti su ghiaccio(8)
- Adam Deadmarsh, ex hockeista su ghiaccio statunitense (Trail, n. 1975)
- Adam Foote, ex hockeista su ghiaccio canadese (Whitby, n. 1971)
- Adam Hall, ex hockeista su ghiaccio statunitense (Kalamazoo, n. 1980)
- Adam Henrich, ex hockeista su ghiaccio canadese (Thornhill, n. 1984)
- Adam Henrique, hockeista su ghiaccio canadese (Brantford, n. 1990)
- Adam Johnson, hockeista su ghiaccio statunitense (Grand Rapids, n. 1994 - Sheffield, † 2023)
- Adam Oates, ex hockeista su ghiaccio e allenatore di hockey su ghiaccio canadese (Toronto, n. 1962)
- Adam Svoboda, hockeista su ghiaccio ceco (Brno, n. 1978 - Pardubice, † 2019)

## Imprenditori(4)
- Adam D'Angelo, imprenditore e informatico statunitense (n. 1984)
- Adam22, imprenditore, conduttore radiofonico e rapper statunitense (Nashua, n. 1983)
- Adam Neumann, imprenditore israeliano (Tel Aviv, n. 1979)
- Adam Opel, imprenditore tedesco (Rüsselsheim am Main, n. 1837 - Rüsselsheim am Main, † 1895)

## Judoka(1)
- Adam Okruashvili, judoka georgiano (Tbilisi, n. 1989)

## Linguisti(1)
- Adam Bohorič, linguista e docente sloveno (Brestanica, n. 1520 - Alsazia, † 1598)

## Lottatori(3)
- Adam Sajtiev, ex lottatore russo (Chasavjurt, n. 1977)
- Adam Sandurski, ex lottatore polacco (n. 1953)
- Adam Wheeler, ex lottatore statunitense (Lancaster, n. 1981)

## Matematici(2)
- Adam Adamandy Kochański, matematico polacco (Dobrzyń nad Wisłą, n. 1631 - Teplice, † 1700)
- Adam Ries, matematico, scienziato e storico tedesco (Staffelstein, n. 1492 - Annaberg, † 1559)

## Medici(1)
- Adam Zamenhof, medico e esperantista polacco (Varsavia, n. 1888 - Palmiry, † 1940)

## Mezzofondisti(2)
- Adam Fogg, mezzofondista britannico (n. 1999)
- Adam Kszczot, ex mezzofondista polacco (Opoczno, n. 1989)

## Militari(3)
- Adam Dollard des Ormeaux, militare francese (Lumigny-Nesles-Ormeaux, n. 1635 - Long Sault, † 1660)
- Adam Grünewald, ufficiale tedesco (Frickenhausen am Main, n. 1902 - Veszprém, † 1945)
- Adam Królikiewicz, militare e cavaliere polacco (Leopoli, n. 1894 - Konstancin-Jeziorna, † 1966)

## Multiplisti(2)
- Adam Gunn, multiplista statunitense (Golspie, n. 1872 - Buffalo, † 1935)
- Adam Helcelet, multiplista ceco (n. 1991)

## Musicisti(2)
- Adamski, musicista e produttore discografico inglese (Lymington, n. 1967)
- Adam Taubitz, musicista e compositore tedesco (Chorzów, n. 1967)

## Nobili(8)
- Adam di Württemberg, nobile (Puławy, n. 1792 - Langenschwalbach, † 1847)
- Adam Józef Potocki, nobile e politico polacco (Łańcut, n. 1822 - Krzeszowice, † 1872)
- Adam FitzRoy, nobile inglese (n. 1307 - † 1322)
- Adam Ludwik Czartoryski, nobile polacco (Parigi, n. 1872 - Varsavia, † 1937)
- Adam von Dietrichstein, nobile e diplomatico austriaco (Graz, n. 1527 - Nikolsburg, † 1590)
- Adam Jerzy Czartoryski, nobile, politico e scrittore polacco (Varsavia, n. 1770 - Montfermeil, † 1861)
- Adam Kazimierz Czartoryski, nobile, politico e scrittore polacco (Danzica, n. 1734 - Sieniawa, † 1823)
- Adam di Hereford, nobile e cavaliere medievale normanno (Hereford)

## Nuotatori(3)
- Adam Brown, nuotatore britannico (Cambridge, n. 1989)
- Adam Peaty, nuotatore britannico (Uttoxeter, n. 1994)
- Adam Pine, ex nuotatore australiano (Lismore, n. 1976)

## Orientalisti(1)
- Adam Olearius, orientalista tedesco (Aschersleben, n. 1600 - Gottorp, † 1671)

## Pallanuotisti(1)
- Adam Wright, pallanuotista statunitense (Huntington Beach, n. 1977)

## Pallavolisti(1)
- Adam White, pallavolista australiano (Everton Park, n. 1989)

## Pattinatori artistici su ghiaccio(2)
- Adam Rippon, ex pattinatore artistico su ghiaccio statunitense (Scranton, n. 1989)
- Adam Siao Him Fa, pattinatore artistico su ghiaccio francese (Bordeaux, n. 2001)

## Pesisti(1)
- Adam Nelson, ex pesista statunitense (Atlanta, n. 1975)

## Pianisti(1)
- Adam Harasiewicz, pianista polacco (Chodzież, n. 1932)

## Piloti automobilistici(3)
- Adam Andretti, pilota automobilistico statunitense (Brownsburg, n. 1979)
- Adam Carroll, pilota automobilistico britannico (Portadown, n. 1982)
- Adam Petty, pilota automobilistico statunitense (Trenton, n. 1980 - Loudon, † 2000)

## Piloti motociclistici(2)
- Adam Fergusson, pilota motociclistico australiano (Adelaide, n. 1974)
- Adam Raga, pilota motociclistico spagnolo (Ulldecona, n. 1982)

## Pittori(9)
- Adam, pittore polacco (Varsavia, † 1596)
- Adam, pittore austriaco
- Adam de Coster, pittore fiammingo (Malines, n. 1586 - Anversa, † 1643)
- Adam Elsheimer, pittore e disegnatore tedesco (Francoforte sul Meno, n. 1578 - Roma, † 1610)
- Adam van Noort, pittore fiammingo (Anversa, n. 1561 - † 1641)
- Adam Friedrich Oeser, pittore e scultore austriaco (Bratislava, n. 1717 - Lipsia, † 1799)
- Adam Pynacker, pittore, incisore e mercante olandese (Schiedam, n. 1620 - Amsterdam, † 1673)
- Adam Szentpétery, pittore slovacco (Rožňava, n. 1956)
- Adam Willaerts, pittore e disegnatore olandese (Londra, n. 1577 - Utrecht, † 1664)

## Poeti(7)
- Adam Asnyk, poeta polacco (Kalisz, n. 1838 - Cracovia, † 1897)
- Adam Lindsay Gordon, poeta, fantino e politico australiano (Azzorre, n. 1833 - † 1870)
- Adam van Lintz, poeta e matematico olandese (Amsterdam - Amsterdam, † 1705)
- Adam Václav Michna z Otradovic, poeta e compositore ceco (Jindřichův Hradec, n. 1600 - Jindřichův Hradec, † 1675)
- Adam Mickiewicz, poeta e scrittore polacco (Zaosie, n. 1798 - Costantinopoli, † 1855)
- Adam Gottlob Oehlenschläger, poeta e drammaturgo danese (Frederiksberg, n. 1779 - Copenaghen, † 1850)
- Adam Zagajewski, poeta, scrittore e saggista polacco (Leopoli, n. 1945 - Cracovia, † 2021)

## Politici(13)
- Adam Czerniaków, politico e ingegnere polacco (Varsavia, n. 1880 - Varsavia, † 1942)
- Adam Gray, politico statunitense (Merced, n. 1977)
- Adam Jarubas, politico polacco (Busko-Zdrój, n. 1974)
- Adam Kinzinger, politico statunitense (Kankakee, n. 1978)
- Adam van Koeverden, politico e ex canoista canadese (Toronto, n. 1982)
- Adam Wilhelm Moltke, politico danese (Einsiedelsborg, n. 1785 - Copenaghen, † 1864)
- Adam Price, politico gallese (Carmarthen, n. 1968)
- Adam Putnam, politico statunitense (Bartow, n. 1974)
- Adam Rapacki, politico polacco (Lemberg, n. 1909 - Varsavia, † 1970)
- Adam Remmele, politico e sindacalista tedesco (Altneudorf, n. 1877 - Friburgo in Brisgovia, † 1951)
- Adam Schiff, politico statunitense (Framingham, n. 1960)
- Adam Stegerwald, politico tedesco (Greußenheim, n. 1874 - † 1945)
- Adam Struzik, politico e medico polacco (Kutno, n. 1957)

## Presbiteri(1)
- Adam Bargielski, presbitero polacco (Kalinowo, n. 1903 - Dachau, † 1942)

## Produttori discografici(2)
- Adam F, produttore discografico, disc jockey e compositore britannico (Liverpool, n. 1972)
- Frank Dukes, produttore discografico e disc jockey statunitense (Toronto, n. 1983)

## Produttori televisivi(2)
- Adam F. Goldberg, produttore televisivo, produttore cinematografico e scrittore statunitense (Filadelfia, n. 1976)
- Adam Pettle, produttore televisivo e sceneggiatore canadese (Toronto, n. 1973)

## Psicologi(1)
- Adam Kendon, psicologo inglese (Londra, n. 1934 - † 2022)

## Pugili(2)
- Adam Forsyth, pugile australiano (Kawerau, n. 1981)
- Adam Richards, pugile statunitense (Smyrna, n. 1980)

## Rapper(9)
- A-Plus, rapper e beatmaker statunitense (Denver, n. 1974)
- Aminé, rapper e cantante statunitense (Portland, n. 1994)
- Doseone, rapper statunitense (Cincinnati, n. 1977)
- Adam Horovitz, rapper e attore statunitense (New York, n. 1966)
- O.S.T.R., rapper polacco (Łódź, n. 1980)
- Adaam, rapper svedese (Märsta, n. 2002)
- Adam Tensta, rapper svedese (Tensta, n. 1983)
- Sayf, rapper e cantautore italiano (Genova, n. 1999)
- Adam Yauch, rapper, regista e attivista statunitense (New York, n. 1964 - New York, † 2012)

## Registi(11)
- Adam Brooks, regista e sceneggiatore canadese (Toronto, n. 1956)
- Adam Collis, regista e attore statunitense
- Adam Davidson, regista e produttore televisivo statunitense (Los Angeles, n. 1964)
- Adam Green, regista, sceneggiatore e attore statunitense (Holliston, n. 1975)
- Adam McKay, regista, sceneggiatore e attore statunitense (Denver, n. 1968)
- Adam Nimoy, regista statunitense (Los Angeles, n. 1956)
- Adam Robitel, regista statunitense (Boston, n. 1978)
- Adam Shankman, regista, ballerino e coreografo statunitense (Los Angeles, n. 1964)
- Adam Simon, regista e sceneggiatore statunitense (Chicago, n. 1962)
- Adam Somner, regista e produttore cinematografico britannico (Londra, n. 1967 - Los Angeles, † 2024)
- Adam Wingard, regista, attore e scenografo statunitense (Oak Ridge, n. 1982)

## Rugbisti a 15(9)
- Adam Ashley-Cooper, rugbista a 15 australiano (Sydney, n. 1984)
- Adam Beard, rugbista a 15 britannico (Swansea, n. 1996)
- Adam Byrnes, ex rugbista a 15 australiano (Sydney, n. 1981)
- Adam Coleman, rugbista a 15 australiano (Hobart, n. 1991)
- Adam Freier, ex rugbista a 15 e giornalista australiano (Sydney, n. 1980)
- Adam Hastings, rugbista a 15 britannico (Edimburgo, n. 1996)
- Adam Jones, rugbista a 15 britannico (Swansea, n. 1980)
- Adam Jones, ex rugbista a 15 e allenatore di rugby a 15 britannico (Abercraf, n. 1981)
- Adam Thomson, rugbista a 15 neozelandese (Christchurch, n. 1982)

## Saggisti(1)
- Adam Michnik, saggista, editore e politico polacco (Varsavia, n. 1946)

## Scacchisti(1)
- Adam Kuligowski, scacchista polacco (Varsavia, n. 1955)

## Sceneggiatori(6)
- Adam Elliot, sceneggiatore, regista e produttore cinematografico australiano (Melbourne, n. 1972)
- Adam Horowitz, sceneggiatore e produttore televisivo statunitense (New York, n. 1971)
- Adam Muto, sceneggiatore e regista statunitense (Seattle, n. 1980)
- Adam Price, sceneggiatore danese (Copenaghen, n. 1967)
- Adam Reed, sceneggiatore, produttore televisivo e regista statunitense (Asheville, n. 1970)
- Adam Sztykiel, sceneggiatore, produttore cinematografico e produttore televisivo statunitense (Detroit, n. 1978)

## Scenografi(2)
- Adam Stockhausen, scenografo statunitense (Brookfield, n. 1972)
- Adam Willis, scenografo statunitense (Contea di Sampson)

## Schermidori(7)
- Adam Crompton, schermidore statunitense (n. 1984)
- Adam Krzesiński, ex schermidore polacco (Varsavia, n. 1965)
- Adam Lisewski, schermidore polacco (Varsavia, n. 1944 - Varsavia, † 2023)
- Adam Papée, schermidore polacco (Leopoli, n. 1895 - Bydgoszcz, † 1990)
- Adam Robak, ex schermidore polacco (Varsavia, n. 1957)
- Adam Skrodzki, schermidore polacco (Bytków, n. 1983)
- Adam Wiercioch, schermidore polacco (Gliwice, n. 1980)

## Sciatori alpini(8)
- Adam Barwood, ex sciatore alpino neozelandese (Queenstown, n. 1992)
- Adam Cole, ex sciatore alpino statunitense (n. 1982)
- Adam Hofstedt, sciatore alpino svedese (n. 2002)
- Adam Kotzmann, sciatore alpino ceco (n. 1993)
- Adam Lamhamedi, sciatore alpino marocchino (Quebec, n. 1995)
- Adam Peraudo, ex sciatore alpino italiano (n. 1987)
- Adam Žampa, sciatore alpino slovacco (Vysoké Tatry, n. 1990)
- Adam Zika, ex sciatore alpino ceco (Praga, n. 1989)

## Sciatori freestyle(1)
- Adam Kappacher, sciatore freestyle austriaco (Schwarzach im Pongau, n. 1993)

## Scienziati(1)
- Adam Zakrzewski, scienziato e esperantista polacco (n. 1856 - Varsavia, † 1921)

## Scrittori(14)
- Adam di Eynsham, scrittore inglese (Oxford, n. 1155)
- Adam Fawer, scrittore statunitense (New York, n. 1970)
- Adam Foulds, scrittore e poeta britannico (Londra, n. 1974)
- Adam Haslett, scrittore statunitense (Rye, n. 1970)
- Adam Hochschild, scrittore, giornalista e storico statunitense (New York, n. 1942)
- Adam Johnson, scrittore statunitense (Dakota del Sud, n. 1967)
- Adam Kuckhoff, scrittore, giornalista e drammaturgo tedesco (Aquisgrana, n. 1887 - Berlino, † 1943)
- Adam Mars-Jones, scrittore britannico (Londra, n. 1954)
- Adam Müller, scrittore, economista e filosofo tedesco (Berlino, n. 1779 - Vienna, † 1829)
- Adam Rapp, scrittore, drammaturgo e sceneggiatore statunitense (Chicago, n. 1968)
- Adam Reusner, scrittore, poeta e teologo tedesco (Mindelheim, n. 1496 - Mindelheim, † 1582)
- Adam Roberts, scrittore britannico (n. 1965)
- Adam Shand, scrittore e giornalista australiano (Melbourne, n. 1962)
- Schack von Staffeldt, scrittore danese (Garz/Rügen, n. 1769 - Gottorp, † 1826)

## Scultori(5)
- Adam, scultore tedesco
- Adam, scultore austriaco
- Adam, scultore tedesco
- Adam Kraft, scultore e architetto tedesco (Norimberga - Schwabach, † 1509)
- Adam Lenckhardt, scultore tedesco (Würzburg, n. 1610 - Vienna, † 1661)

## Showgirl e showman(1)
- Adam Rainer, showman austriaco (Graz, n. 1899 - Vienna, † 1950)

## Skeletonisti(1)
- Adam Pengilly, skeletonista britannico (Taunton, n. 1977)

## Slittinisti(1)
- Adam Heidt, ex slittinista statunitense (Huntington, n. 1977)

## Snowboarder(1)
- Adam Lambert, snowboarder australiano (Jindabyne, n. 1997)

## Sociologi(1)
- Adam Ferguson, sociologo, storico e filosofo britannico (Logierait, n. 1723 - Saint Andrews, † 1816)

## Sollevatori(1)
- Adam Hnativ, sollevatore sovietico (Leopoli, n. 1944 - Leopoli, † 2023)

## Storici(3)
- Adam Galos, storico polacco (Cracovia, n. 1924 - Breslavia, † 2013)
- Adam František Kollár, storico, etnologo e bibliotecario slovacco (Terchová, n. 1718 - Vienna, † 1783)
- Adam Tooze, storico britannico (Londra, n. 1967)

## Storici dell'arte(1)
- Adam Szymczyk, storico dell'arte polacco (Piotrków Trybunalski, n. 1970)

## Tastieristi(2)
- Adam Holzman, tastierista statunitense (New York, n. 1958)
- Adam Wakeman, tastierista britannico (Windsor, n. 1974)

## Tennisti(3)
- Adam Chadaj, ex tennista polacco (Varsavia, n. 1984)
- Adam Pavlásek, tennista ceco (Bílovec, n. 1994)
- Adam Walton, tennista australiano (Brisbane, n. 1999)

## Tenori(1)
- Adam Flowers, tenore statunitense (California)

## Tipografi(1)
- Adam Burkardt, tipografo tedesco (Rottweil - L'Aquila)

## Tiratori a volo(1)
- Adam Smelczyński, tiratore a volo polacco (Częstochowa, n. 1930 - † 2021)

## Trombettisti(1)
- Adam Rapa, trombettista, compositore e arrangiatore statunitense (Somerville, n. 1980)

## Trovatori(1)
- Adam de Givenci, trovatore francese

## Velocisti(1)
- Adam Gemili, velocista britannico (Londra, n. 1993)

## Vescovi cattolici(5)
- Adam Adami, vescovo cattolico tedesco (Mülheim, n. 1610 - Hildesheim, † 1663)
- Adam Dyczkowski, vescovo cattolico polacco (Kęty, n. 1932 - Zielona Góra, † 2021)
- Adam Naruszewicz, vescovo cattolico, storico e poeta polacco (Pinsk, n. 1733 - Janów Podlaski, † 1796)
- Adam Friedrich von Seinsheim, vescovo cattolico tedesco (Ratisbona, n. 1708 - Würzburg, † 1779)
- Adam Śmigielski, vescovo cattolico polacco (Przemyśl, n. 1933 - Sosnowiec, † 2008)

## Vescovi vetero-cattolici(1)
- Adam Jurgielewicz, vescovo vetero-cattolico polacco (n. 1895 - † 1959)

## Wrestler(4)
- Edge, wrestler e attore canadese (Orangeville, n. 1973)
- Joey Mercury, ex wrestler statunitense (Fairfax, n. 1979)
- Adam Pearce, ex wrestler e dirigente sportivo statunitense (Lake Forest, n. 1978)
- Braun Strowman, wrestler e strongman statunitense (Sherrills Ford, n. 1983)

## Senza attività specificata(2)
- Adam Valdez, effettista statunitense
- Adam Vella, ex tiratore a volo australiano (Melbourne, n. 1971)